# Ramiro de León Carpio

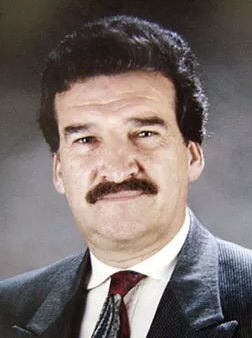
Ramiro de León Carpio

Ramiro de León Carpio (* 12. Januar 1942 in Guatemala-Stadt; † 16. April 2002 in Miami, Florida) war ein guatemaltekischer Jurist und Politiker. Vom 6. Juni 1993 bis zum 14. Januar 1996 war er Präsident von Guatemala.

## Leben
Er studierte Rechtswissenschaft an der Universidad de San Carlos de Guatemala und an der von Jesuiten geleiteten Universität Rafael Landívar in Guatemala-Stadt, wo er die Zeitung Sol Bolivariano herausgab. Er erwarb die Zulassung als Rechtsanwalt und Notar.
Von 1967 bis 1969 arbeitete er als Beamter im Wirtschaftsministerium in der Abgabenabteilung für den Mercado Común Centroamericano. Von 1970 bis 1974 war er Generalsekretär des Staatsrates unter Carlos Arana Osorio. In dieser Zeit wurde er Mitglied der Staatspartei Movimiento de Liberación Nacional (MLN). Von 1978 bis 1981 war er Jurist der Asociación de Azucareros de Guatemala. Von 1981 bis 1983 war er Geschäftsführer der Asociación de Azucareros de Guatemala. Er war an der Ablösung von Efraín Ríos Montt durch Óscar Humberto Mejía beteiligt. Zusammen mit seinem Cousin Jorge Carpio gehörte er zu den Gründern des Unión de Centro Nacional (UCN). Von 1983 bis 1986 war er erster Generalsekretär der UCN, von welcher er sich später trennte. Von 1984 bis 1986 war er einer der 21 Abgeordneten der Partei in der „Comisión de los Treinta“, der verfassungsgebenden Versammlung, welche die Verfassung von 1985 erließ. 1985 unterstützte er seinen Cousin Jorge Carpio bei dessen Präsidentschaftswahlkampf, da er bei dessen Wahl als dessen Stellvertreter vorgesehen war. Jorge Carpio erreichte die Stichwahl, dann wurde Marco Vinicio Cerezo Arévalo Präsident. Er gründete das Instituto de Investigación y Capacitación Anastasio Tzul (ICAT) und war Vorsitzender des Consejo de la Sociedad Civil Centroamericana para la Paz (COCEPAZ).

## Procurador de los Derechos Humanos
1989 wurde er Procurador de los Derechos Humanos, klagte Menschenrechtsverletzungen an und war ein Kritiker der Regierungstruppen, welche er zahlreicher Verbrechen und für die Unterdrückung in Guatemala verantwortlich machte. Der Procurador de los Derechos Humanos ist ein Menschenrechtsbeauftragter des Parlamentes. Seine Funktion und Aufgaben wurden in der Verfassung von 1985 festgelegt. Die von ihm geleitete Behörde heißt Procuraduria de los Derechos Humanos eine Publikation dieser Behörde heißt El defensor del pueblo. Das Amt gibt es auch auf Departementsebene.

## Präsidentschaft
Am 25. Mai 1993 beging Jorge Serrano Elías den Serranazo, als Leitung der Exekutive entledigte er sich seines Kontrollorganes, der Legislative: er löste das Parlament auf, dekretierte den Ausnahmezustand und gab den Befehl Ramiro de León Carpio und andere zu verhaften. Ramiro de León Carpio wich der Verhaftung durch eine Flucht über die Dächer angrenzender Häuser aus und konnte anschließend den Staatsstreich öffentlich verurteilen. Am 1. Juni 1993 sah sich Jorge Serrano Elías gedrängt aus Guatemala zu fliehen. Die Armee wollte Gustavo Adolfo Espina Salguero, den Stellvertreter von Jorge Serrano Elías als Präsidenten installieren. Ramiro de León Carpio hatte ihn angeklagt während des Putsches die Verfassung gebrochen zu haben. Am 5. Juni 1993 trat Gustavo Espina zurück. Durch eine überwältigende Überzeugung des Parlamentes wurde Ramiro de León Carpio bald zum Präsidenten eingeschworen.
Ramiro de León Carpio schwor, die öffentliche Freiheit und die Rechtsstaatlichkeit zu verteidigen, und die Verhandlungen mit der Guerilla voranzubringen, die bewaffneten Truppen für ihre Missetaten zu bestrafen. Er entließ den Verteidigungsminister General José Domingo García Samayoa und ernannte General Jorge Roberto Perussina Rivera, welcher an den Massakern in den 1980ern beteiligt war.
Am 3. Juli 1993 wurde sein Cousin Jorge Carpio, der an den Friedensverhandlungen beteiligt war, ermordet. Am 26. August 1993 forderte er, dass alle Parlamentsabgeordneten und alle Richter des obersten Gerichtshofs ihr Amt niederlegen. Dies führte zu einer Krise, welche bis zum 16. November 1993 dauerte und zu 43 Änderungen der Verfassung von 1985 führte, welche in einem Referendum am 30. Januar 1994 gebilligt wurden.
Am 6. Januar 1994 wurden unter der Schirmherrschaft von den Vereinten Nationen und der Organisation Amerikanischer Staaten (OAS), einer weniger dominanten Rolle der Regierungsarmee, Verhandlungen mit der Guerilla URNG geführt. Am 29. März 1994 wurde ein globales Abkommen über Menschenrechte, in welchem die Auflösung der paramilitärischen Patrullas de Autodefensa Civil (PAC), welche eine wesentliche Rolle bei den Massaker spielten gefordert wurde, vereinbart. Am 3. April 1994 wurde der vorsitzende Richter des Verfassungsgerichtes Eduardo Epaminondas González Dubón ermordet. Am 5. Oktober 1995 richten 26 Soldaten und ein Unteroffizier in Xamán, einer Indigenen Gemeinde im Departamento de Alta Verapaz ein Massaker an. 
Am 14. August 1994 wurden 80 der 116 Parlamentsabgeordneten gewählt, dies war für Guatemala ungewöhnlich, üblicherweise werden die Parlamentsabgeordneten gemeinsam mit dem Präsidenten gewählt.
Am 14. November 1995 fand die erste Runde der Präsidentschaftswahlen statt und bei der Stichwahl am 7. Januar 1996 wurde Álvaro Arzú Präsident von Guatemala.

## FRG-Mitgliedschaft
Im Oktober 1995 wurde Ramiro de León Carpio Abgeordneter des Zentralamerikanischen Parlaments. In den nächsten Jahren arbeitete er als internationaler Berater und war ein Wahlbeobachter der OAS. 1999 trat er der Frente Republicano Guatemalteco (FRG), der Partei von Ríos Montt, bei und wurde als Abgeordneter in den Kongress gewählt. Am 18. März 2002 trat er von seinem Abgeordnetenmandat zurück und aus der FRG aus und erklärte, er wünschte, er hätte nie die Einladung von Ríos Montt, in die Partei einzutreten, angenommen.
Er hatte die Absicht, Memoiren zu schreiben, und nahm an internationaler Arbeit teil. Bei einem Besuch in Miami starb er an Diabetes mellitus. Es wurde Staatstrauer angeordnet und er bekam ein Staatsbegräbnis.